# Dolichopteroides binocularis
Dolichopteroides binocularis – gatunek morskiej ryby srebrzykokształtnej z rodziny Opisthoproctidae. Występuje w tropikalnych i subtropikalnych wodach wszechoceanu, na głębokości 960–1200 m. Charakteryzują go długie, przypominające skrzydła płetwy piersiowe oraz skierowane do góry cylindryczne oczy. Są dwudzielne: na bocznej stronie każdego oka znajduje się dodatkowa siatkówka i soczewka. Przedstawiciele tego gatunku osiągają do 24 cm długości standardowej.